# Al Swearengen
Ellis Albert Swearengen, alias Al Swearengen (né à Oskaloosa, Iowa, le 8 juillet 1845, mort le 15 novembre 1904 à Denver, Colorado) est un proxénète et un tenancier à Deadwood dans le Dakota du Sud, célèbre pour sa cruauté et ses alliances politiques.

## Biographie
Son premier établissement à Deadwood se nommait le Cricket saloon. Il semble que Swearengen organisait des combats, dans ce lieu très exigu, afin  de créer de l'animation et d'attirer des clients. Cette première affaire lui permit de gagner assez d'argent pour en fonder une autre, plus importante.
En 1877, Swearengen ouvre le Gem Variety Theater (en) et distrait Deadwood en spectacles de danse, chansons et toujours en combats. Mais la finalité première de ce nouvel établissement consiste plutôt à fournir des prostituées.
Le Gem connaît un grand succès. Il sera la proie de plusieurs incendies. Swearengen le reconstruira plusieurs fois mais finira par jeter l'éponge après le dernier incendie en 1899.
Il serait mort à Denver le 15 novembre 1904 d'une blessure à la tête.

## Filmographie
Il apparaît sous les traits de Ian McShane dans la série télé Deadwood produite par la chaîne HBO et diffusée en France sur Canal+.

## Liens
- Le who's who des figures et lieux de l'Ouest mythique.
- (en) « Swearengen likely murdered, research indicates », article du Black Hills Pioneer, 24 juillet 2007.